# Silvergate Bank
Silvergate Bank est une banque californienne qui a fonctionné de 1988 à 2023.
La société a commencé à fournir des services aux utilisateurs de crypto-monnaie en 2016 et a procédé à une introduction en bourse en 2019,,. En novembre 2022, des inquiétudes ont été soulevées quant à la santé de Silvergate, à la suite de la chute des prix des crypto-monnaies et de la faillite de FTX,,,. En mars 2023, la banque a annoncé son intention de se retirer du marché et de procéder à sa liquidation.

## Histoire
Silvergate Bank a été cofondée en tant qu'association d'épargne et de crédit en 1988.
En 1996, Silvergate a été recapitalisée et réorganisée en une banque par Dennis Frank et Derek J. Eisele, mais elle est initialement restée assez petite avec seulement 3 succursales dans le sud de la Californie,. En 2022, elle était dirigée par le PDG Alan Lane et le président Ben Reynolds, bien que M. Eisele soit resté dans l'équipe de direction en tant que directeur financier,,.
En 2013, le PDG Alan Lane a personnellement investi dans le Bitcoin et Silvergate a lancé une initiative pour commencer à servir les possesseurs de crypto-monnaies,. Après cela, la banque a connu une croissance rapide, atteignant 1,9 milliard de dollars d'actifs et 250 clients en 2017. La société est cotée en bourse en novembre 2019 au prix de 13 $ l'action, et en novembre 2021, le prix avait augmenté de 1 580 % pour atteindre 219 $ en raison de la bulle des crypto-monnaies,.
La banque exploitait un système de paiement en temps réel appelé "Silvergate Exchange Network" (SEN), qui permettait aux plateformes d'échange de crypto-monnaies, aux institutions et aux clients d'échanger des devises fiduciaires telles que les dollars américains et les euros,. Silvergate a probablement été la première banque réglementée à développer ce type de système de paiement. Au troisième trimestre de 2022, elle disposait de 12 milliards de dollars de dépôts et de 1 677 clients de son "Silvergate Exchange Network" (SEN), y compris toutes les principales plateformes d'échanges de crypto-monnaie et plus de 1 000 investisseurs institutionnels.
En 2021, Silvergate a fait des efforts pour lancer son propre stablecoin en dollars américains, en acquérant la technologie Diem de Meta en janvier 2022 pour environ 200 millions de dollars pour contribuer à le déployer (Silvergate avait auparavant l'intention de servir d'émetteur clé de la devise Diem pour Meta). Fin 2022, le stablecoin n'avait pas encore été lancé.
Fin 2022 - à la suite d'une chute des prix des crypto-monnaies et de l'effondrement de nombreuses plateformes d'échange et systèmes de crypto-monnaie tels que FTX - des inquiétudes ont été soulevées quant aux impacts potentiels sur Silvergate en raison de la perte de dépôts et de l'exposition au crédit de l'effet de levier SEN, ainsi que des impacts potentiels de Silvergate liés aux problèmes sur l'écosystème des crypto-monnaies en raison du rôle clé de Silvergate dans celui-ci,,,. Certains vendeurs à découvert ont évoqué la perspective d'une panique bancaire . En novembre 2022, le cours de l'action Silvergate avait chuté de 89% par rapport à son sommet historique de novembre 2021 à 25 $ et ses dépôts sont tombés à 9,8 milliards de dollars,. Silvergate a signalé qu'elle disposait des liquidités adéquates, qu'elle ne détenait que des dépôts FTX et qu'elle n'était pas exposée à FTX via des prêts,. Les sénateurs Elizabeth Warren, Roger Marshall et John Kennedy ont demandé à la banque d'expliquer sa relation avec FTX en décembre 2022. En décembre 2022, les dépôts chez Silvergate étaient tombés à 3,8 milliards de dollars.
Le 8 mars 2023, il a été annoncé que Silvergate Bank mettrait fin à ses opérations et serait liquidée.

### Traduction
- (en) Cet article est partiellement ou en totalité issu de l’article de Wikipédia en anglais intitulé « Silvergate Bank » (voir la liste des auteurs).